# Масові заворушення у Дніпродзержинську (1972)
Масові заворушення у Дніпродзержинську 25 червня 1972 року — стихійний протест мешканців міста проти протиправних дій працівників внутрішніх органів.

## Привід
25 червня 1972 року працівники міліції сержант Леонід Виноград та водій молодший сержант Юрій Колесник заступили на чергування на машині медвитверезника. З різних відділів вони забрали мешканців Дніпродзержинська Петра Майоренка, Савелія Куропятніка та Валентина Лапіна, що перебували на підпитку щоб доставити їх до медвитверезника. Порушуючи інструкцію сержант Виноград, пересів з салону в кабіну водія. На перехресті проспекту Леніна (нині Свободи) та вулиці Ленінградської (нині проспект Відродження) в салоні спалахнула залишена Колесником каністра з бензином. За лічені секунди машину охопило полум'я.
Вихопивши ковдру, молодший сержант Колесник накрився нею і встиг витягти з бокового відсіку Майоренка. До палаючої машини збігся натовп, у якому Колесник впустив ручку від задніх дверцят і не зміг їх відчинити. Двоє таксистів виламали двері монтуваннями. Вогнегасниками збили полум'я, вихопивши з машини ще живих Лапіна та Куропятніка.
По дорозі до лікарні в машині швидкої допомоги помер Куропятнік, через годину — Лапін. Менше доби прожив Майоренко.

## Початок
Натовп, що зібрався, хотів лінчувати міліціонерів, котрі кинулись навтьоки. Зібрався стихійний мітинг учасники якого висловлювали невдоволення діями міліціонерів, було згадано також кілька інших випадків протиправних дій міліції. До місця події приїхали працівники КДБ та міліції. Дільничний заспокоював людей, що готувалися розійтись. Раптом якийсь капітан міліції кинув у натовп фразу: «Швидко йдіть звідси! Вважайте що нічого не трапилося!» Роззлючені учасники зібрання перекинули автомашину й підпалили її знову. Коли до місця підпалу прибула пожежна автоцистерна, пожежних не допустили до гасіння палаючого автомобіля, зірвавли пожежні шланги за допомогою яких знову поставили на колеса машину медвитверезника. Працівники ДАІ підігнали вантажівку щоб відбуксувати машину, але активні учасники заворушень зупинили автомобіль і відштовхали його. А потім під заклики «На міськком!» змусили водія вантажівки буксувати згоріле авто проспектом Леніна до центру міста.
По дорозі учасники заворушень виловлювали і били міліціонерів.

## Погром міськвиконкому
Натовп розділився: одна частина рушила до міськвідділу міліції, інша — до будівлі міськвиконкому та міськкому КПУ. Протестувальники стали кидати каміння у вікна адміністративної будівлі, бити палицями по стінах, відбиваючи плитку. В керівництво міста, яке намагалося поговорити з учасниками заворушень летіло каміння, палиці й недопалки.
Кілька чоловік увірвалися в будівлю і влаштували в ній погром. Як відзначають матеріали кримінальної справи, будівлі міськвиконкому було завдано збитків на суму 5795 рублів.
В цей час учасників заворушень активно фотографували працівники спецслужб.
В центр міста на площу Дзержинського (нині Калнишевського) рушили дружинники, міліція, військовослужбовці місцевої частини та працівники Дніпровського металургійного заводу на чолі з директором підприємства Миколою Волобуєвим.
Солдати, дружинники, міліціонери та робітники відтіснили натовп від адміністративної будівлі.

## Сутички біля міськвідділу міліції
Одночасно на вулиці Ленінградській біля міськвідділу міліції натовп заходився бити скло у вікнах, завалив дерев'яний паркан сусідньої міської лікарні № 9 і, розібравши його на дошки, атакував відділ. Група нападників вдерлась у двір і пошкодила машини міліції. Міліція кидала гранати з сльозогінним газом. Окремі протестувальники, прикриваючи очі хустками, хапали гранати і перекидали їх у міліціонерів. Натовп розігнали солдати внутрішніх військ присланих з Дніпропетровська, які стріляли з бортів машин — газонів холостими патронами.

## Реакція влади
В терміновому порядку 25 червня були викликані на роботу всі працівники міської міліції, партійні та комсомольські працівники. Міліціонерам та солдатам було видано бойову зброю, але стріляти заборонено. Л. І. Брєжнєв особисто вимагав не надавати подіям політичного забарвлення та не допустити крові. На постійному зв'язку був В. В. Щербицький.
Протягом 26 — 30 червня 1972 року було затримано кілька десятків учасників заворушень. Затримували не лише учасників, але й тих хто розповідав про події чи закликав до їх повторення. 26 червня було перехоплено повідомлення двох радіохуліганів, що домовлялись о 19 -й годині зібратись у центрі Дніпродзержинська. 27 червня одного з них було затримано.
З сусідніх областей були направлені 19 співробітників КДБ які зайнялися контролем телефонних розмов та пошти. 26 червня було конфісковано 432 перлюстрованих листи, 28-го — 1207, а 29-го — 1195 листи, в яких описувались події 25 червня.
Було понижено в званнях і посадах всіх керівників міського відділу міліції. З посад знято деяких партійних і комсомольських керівників Дніпродзержинська.

### Судовий вирок
30 серпня 1972 року судова колегія Дніпропетровського обласного суду розглянула у відкритому судовому засіданні справу щодо звинувачення 9 мешканців міста у масових заворушеннях (Стаття 71 Кримінального кодексу УРСР) і засудила 2 учасників до 15 років ув'язнення, 2 — до 12, 1 -до 10, 2 -до 7, 1 — до 6, 1 — до 5. З них 6 були засуджені до відбування у виправно- трудових колоніях посиленого режиму, 3 — суворого режиму. Найстаршому з засуджених було 38 років, наймолодшому -18. Один з засуджених був інвалідом 2 — ї групи (не мав правої руки).
За статею «злісне хуліганство» були засуджені 27 осіб, за «дрібне» — 45.
Міліціонери Виноград та Колесник «за допущені порушення при виконанні службових обов'язків» були засуджені до 8 років ув'язнення.

## Повідомлення по радіо
Незважаючи на влаштовану владою інформаційну блокаду, радіостанція «Вільна Європа» повідомила 25 червня «про антиурядові виступи дніпродзержинської молоді, що були жорстоко придушені».